# New York Giants

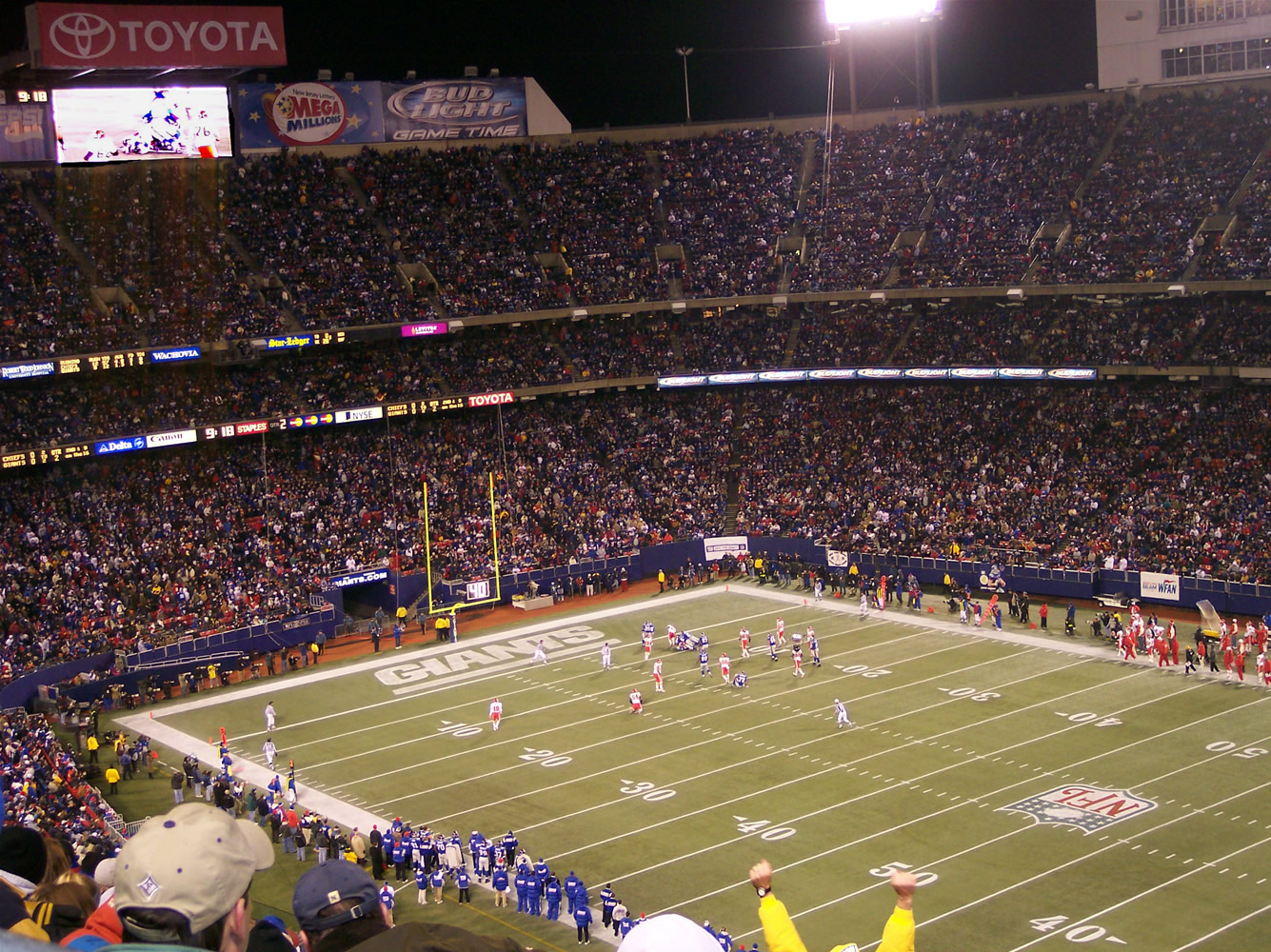
Sân vận động của New York Giants

New York Giants là một đội bóng bầu dục chuyên nghiệp của Mỹ có trụ sở tại East Rutherford, New Jersey, và là đội đại diện khu vực đô thị New York. New York Giants hiện đang là thành viên của National Football Conference (NFC) thuộc National Football League (NFL). Sân nhà của đội là sân vận động MetLife ở East Rutherford, New Jersey cùng sân với đội New York Jets. Từ năm 2013, New York Giants sẽ tập trung huấn luyện mùa hè tại Timex Performance Center nằm trong khu liên hợp thể thao Meadowlands.